# 右京警察署
右京警察署（うきょうけいさつしょ）は、京都府警察が管轄する警察署の一。署長は警視。署員数約290名。

## 所在地
- 京都市右京区太秦蜂岡町31番地

## 管轄区域
- 京都市右京区

## 沿革
- 1955年（昭和30年）7月1日：京都市警察が京都府警察に統合。
- 2005年（平成17年）4月1日：京都府太秦警察署から京都府右京警察署に改称するとともに、管轄していた北区の一部区域を上鴨警察署に移管した。
- 2006年（平成18年）4月1日：亀岡警察署が管轄していた右京区の宕蔭区域（嵯峨越畑、嵯峨樒原（しきみがはら））を編入。京北警察署の廃止・大型交番化に伴い、管轄していた旧京北町区域も編入し、右京警察署が右京区全域を管轄する。

## 内部組織
- 会計課 - 会計係
- 警務課 - 警務係、留置管理係、犯罪被害者支援係、広聴・相談係
- 生活安全課 - 生活安全係、人身安全対策係、少年係、保安係
- 地域課 - 地域第一係、地域第二係、地域第三係、地域管理係、機動警ら隊
- 刑事課 - 捜査管理係、強行犯係、知能犯係、盗犯係、鑑識係、組織犯罪対策係
- 交通課 - 交通総務係、交通指導係、交通事故捜査係
- 警備課 - 警備係

## 大型交番

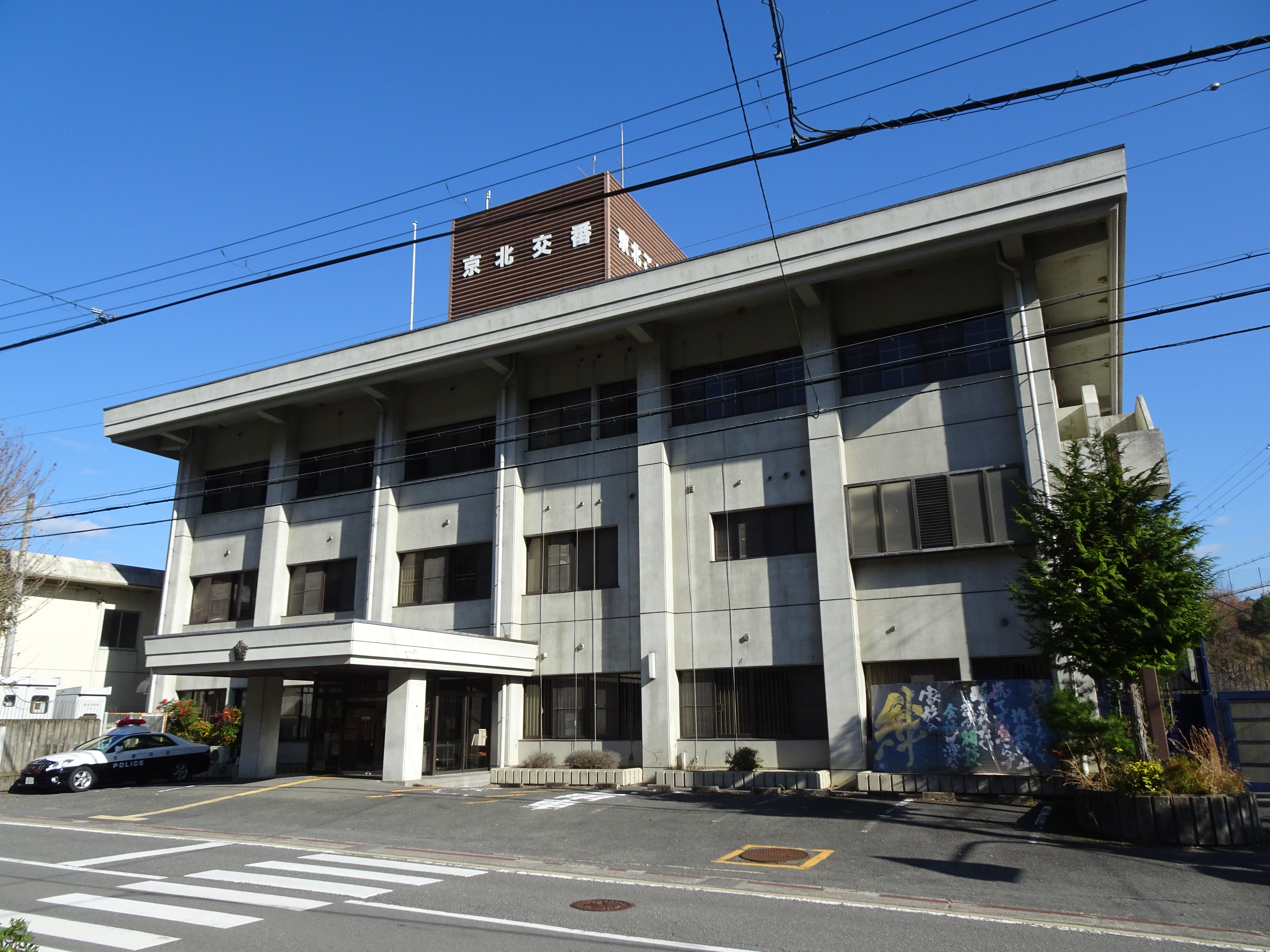
京北交番

- 京北交番（右京区京北周山町宮ノ下13-1）

## 交番
（ ）の中は所在地。
- 花園安井交番（右京区太秦安井小山町13）
- 太秦交番（右京区太秦下刑部町171）
- 山ノ内交番（右京区西院日照町2）
- 嵯峨野交番（右京区嵯峨野秋街道町1-1）
- 梅津交番（右京区梅津高畝町31）
- 嵯峨嵐山交番（右京区嵯峨天竜寺芒ノ馬場町3-40）
- 福王子交番（右京区宇多野福王子町59）
- 常盤野交番（右京区常盤段ノ上町12-8）
- 西大路四条交番（右京区西院高山寺町18）
- 西五条交番（右京区西京極新明町31）
- 西京極交番（右京区西京極提外町14-11）
- 春日交番（右京区西院寿町31）

## 駐在所
（ ）の中は所在地。
- 高雄駐在所（右京区梅ケ畑奥殿町51）
- 弓削駐在所（右京区京北下中町勝山田8-10）
- 山国駐在所（右京区京北比賀江町院谷22-1）
- 黒田駐在所（右京区京北宮町宮野91-1）
- 細野駐在所（右京区京北細野町東ノ垣内20-1）